# Илегалне штампарије и склоништа КПЈ у окупираном Београду
| Орден народног хероја | Овај чланак је део серије чланка о Београд у Народноослободилачкој борби. |

У току окупације Београда, од априла 1941. до октобра 1944. године у Београду су постојале многе куће и станови у којима су се налазила „склоништа“ у којима су се окупљали и боравили илегалци, одржаване седнице и састанци и радиле илегалне штампарије.
Међу најпознатијим оваквим „склоништима“ истичу се кућа Владислава Рибникара у Ботићевој улици број 5, у којој је одржана седница Политбироа ЦК КПЈ 4. јула 1941. године, на којој је донесена одлука о почетку устанка (ова кућа је касније претворена у „Музеј 4. јули“); кућа Вере Ненадовић у Новој улици, у којој је становао Јосип Броз Тито; кућа на Бањичком венцу број 12, у којој се налазила илегална штампарија ЦК КПЈ, од 1941. до 1943; кућа Милутина Благојевића у Крајинској улици број 24, у којој се налазило склониште и илегална штампарија ЦК КПЈ, од 1943. до 1944; кућа Цирила Жужека у Шумадијској улици број 187, у којој се од 1941. до 1943. налазила штампарија и склониште ПК КПЈ за Србију; кућа др Марка Анафа у улици Краљевића Томислава број 73. и др.

## Илегалне штампарије
За време окупације, од 1941. до 1944. године у Београду су постојале две илегалне партијске штампарије - штампарија Покрајинског комитета КПЈ за Србију и штампарија Централног комитета Комунистичке партије Југославије. Оне су се налазиле на две различите локације и фунционисале су од маја 1941. до јула 1944. године. Њихов значај за Народноослободилачки покрет у окупираном Београду био је веома значајан, јер су илегалце снабдевали - лецима, радио вестима, брошурама, кеигама и др. Такође овај материјал је партсијким везама стизао у све крајеве окупиране Југославије.
- Илегална штампарија ПК КПЈ за Србију налазила се у Шумадијској улици број 187. (данас Булевар Ослобођења) у кући поштанског службеника Цирила Жужека. Она је функционисла само током 1941. године, а до октобра 1943. године ова кућа је коришћена као седиште Покрајинског комитета КПЈ за Србију и склониште илегалаца. Откривена је од Специјалне полиције, октобра 1943. године током октобарске провале.

- Илегална штампарија ЦК КПЈ функционисала је од 1. августа 1941. до 29. јула 1944. године. Од почетка августа 1941. до краја августа 1943. године налазила у кући на Бањичком венцу број 12, а потом је, пошто су Немци преузели кућу, пресељена у кућу у Крајинској улици број 24. (данас Даничарева улица), где је радила од почетка октобра 1943. до краја јула 1944. године, када је била откривена од стране Гестапоа и Специјалне полиције. (погледати чланке Илегална штампарија на Бањичком венцу и Илегална штампарија у Крајинској улици).

Главни организатор обе илегалне штампарије у окупираном Београду, 1941. године био је Светозар Вукмановић Темпо који је од септембра 1940. године руководио радом технике Централног комитета Комунистичке партије Југославије, а пре тога је руководио техником Покрајинског комитета КПЈ за Србију.

### Рад партијске технике у Београду 1940-1941.
Радом технике Централног комитета Комунистичке партије Југославије, од септембра 1940. године руководио је Светозар Вукмановић Темпо, који је пре тога руководио техником Покрајинског комитета КПЈ за Србију. Пошто је стара штампарија, коју је уз помоћ графичког радника Ника Вучковића, половином 1939. године, организовао у кући Блажа и Мире Јанковић, била недовољна, а и радила је са машином на ручни погон, он се одлучио на организовање нове штампарије. Отприлике у исто време, се преко своје познанице Љубице Ђоновић, упознао с њеним братом Бранком, графичким радником. Пошто је он био непознат полицији, Темпо се одлучио да и њега укуљчи у рад на организовању нове штампарије, као и организовању помоћи партијским организацијама Војводине, Косова и Метохије, Црне Горе и Македоније на организовању сопствених штампарија.
Темпо је за смештај нове штампарије ЦК КПЈ, ангажовао млади брачни пар Бранка и Даницу Максимовић, и у подруму куће, коју су узнајмили у улици Краља Звонимира број 4. на Котеж-Неимару, организовао штампарију с машином марке „Бостон“ на ножни погон, који је набавио преко Бранка Ђоновића. Као илегални радници у штампарији су радили Нико Вучковић, графички радник и Загорка Зага Јовановић, студенткиња медицине из Крагујевца. У периоду до пролећа 1941. године у овој штампарији штампана су четири прогласа ЦК КПЈ, као и два броја листа „Комунист“ и „Пролетер“. Ова штампарија, била је привременог типа, јер није обезбеђивала довољну безбедност од упада полицје, а и генерани секретар КПЈ Јосип Броз Тито је Темпу саветовао да организује боље чувану штампарију са модернијом опремом. Када је, с Бранком Ђоновићем, завршио рад на набавци машина и њиховим транспорту у Нови Сад, Подгорицу, Косовску Митровицу и Скопље, Темпо се посветио проналажењу новог и безбеднијег места за седиште нове штампарије ЦК КПЈ.
Готово у исто време Бранко и Даница Максимовић, добили су у наследство већу своту новца и понудили је Партији за изградњу специјалне куће у којој би била смештена штампарија. Као место за иградњу куће изабрали су плац у улици Бањички венац бр 12, где се у непосредној близини налазила кућа Бранковог оца учитеља Милана Максимовића. Такође ово место, које се данас налази у непосредној близини страдиона ФК „Црвене звезде“, у време градње било је ненасељено и налазило се на периферији, такође у близини куће је пролазио и Авалски друм (данас Булевар Ослобођења). По завршетку пројекта куће, који је израдио архитекта Ђорђе Станић, сликар Ђорђе Андрејевић Кун је направио мале измене, тако да је у подруму зграде добијена специјална просторија. Градња куће је почела почетком 1941. године. Априлско бомбардовање и окупација Београда, прекинули су за извесно време рад на довршавању куће. Радови су настављени у мају, а крајем јула кућа је била довршена.
До градње куће на Бањичком венцу, штампарија ЦК КПЈ, је почетком 1941. године, била пресељана у један стан, који су за те потребе изнајмили Стеван и Зора Крџлајић, симпатизери КПЈ. Марта 1941. године, Темпо и Бранко Ђоновић су за потребе штампарије били набавили модерну рото-прин машину на електрични погон. Када је уследило бомбардовање и окупација Београда, Стеван и Зора су изгубили везе са Партијом, и у стаху да Немци код њих непронађу илегалну штампарију, они су је демонтирали и делове остављали у мањим замраченим улицама. На тај начин је уништена штампарија ЦК КПЈ, са модерном машином.
Крајем априла 1941. године, када се Светозар Вукмановић Темпо, из Црне Горе вратио у окупирани Београд стање партијске технике је било веома лоше - штампарија ЦК КПЈ је била уништена, а штампарија ПК КПЈ за Србију је била деконспирисана и могла је бити сваког часа проваљена од полиције. Стога се он одлучио да се ове две штампарије обједине и пребаце на другу локацију, до завршетка градње куће на Бањичком венцу. То је и учињено маја 1941. године када је формирана штампарија у кући Цирила Жужека у Шумадијској улици број 187. Изградњом куће на Бањичком венцу, јула 1941. године, штампарија ЦК КПЈ је пренета тамо, а у Шумадијској улици је остала штампарија ПК КПЈ за Србију.